# Harriet Bland
Pour les articles homonymes, voir Bland.
Harriet Claiborne Bland (née le 13 février 1915 à Saint-Louis - décédée le 6 novembre 1991 à Fort Worth) est une athlète américaine spécialiste du 100 mètres.
Sélectionnée pour les Jeux olympiques d'été de 1936 à Berlin, elle échoue au premier tour du 100 m individuel, mais remporte en fin de compétition la médaille d'or du relais 4 × 100 mètres aux côtés de Annette Rogers, Betty Robinson et Helen Stephens. L'équipe américaine devance avec le temps de 46 s 9 le Royaume-Uni et le Canada.

## Palmarès
| Date | Compétition     | Lieu   | Place | Discipline |
| ---- | --------------- | ------ | ----- | ---------- |
| 1936 | Jeux olympiques | Berlin | 1re   | 4 × 100 m  |